# マーティン・ジェームズ・モンティ
マーティン・ジェームズ・モンティ（Martin James Monti, 1921年10月24日 - 2000年9月11日）は、アメリカ合衆国出身の軍人。第二次世界大戦中には飛行士としてアメリカ陸軍航空軍に勤務していたが、1944年10月に枢軸国側へと寝返り、以後プロパガンダ活動に参加した。戦後、脱走について裁かれ、長期懲役刑が言い渡されていた。後に特赦を受けたが、反逆についても別途裁かれ、改めて長期懲役刑を課されている。
モンティは第二次世界大戦中に自発的にドイツへと亡命した唯一の米軍人である。また、反逆について有罪判決を受けた唯一の米将校であり、公判で反逆を自白した最初の米市民である。

## 経歴
1921年、豊かな夫婦の子として生を受ける。彼は7人兄弟の1人だった。父マーティン・モンティ・ジュニア（Martin Monti Jr.）はセントルイス生まれの投資仲介人（investment broker）であった。父方の祖父はスイスのイタリア語圏であるイタリアン・グラウビュンデン出身の移民で、父方の祖母はイタリア出身だった。母マリー・アントワネット・ウィーザウプト（Marie Antoinette Wiethaupt）はミズーリ出身で、母方の祖父母はドイツ系アメリカ人だった。第二次世界大戦中、7人兄弟のうちモンティ自身を除く男4人は全員がアメリカ海軍に入隊した。
1930年代のモンティはチャールズ・カフリン司祭の支持者であった。カフリンは反共主義・反ユダヤ主義を掲げ、ドイツやイタリアのファシスト政権への支持を表明していたことで知られた人物であった。カフリンが毎週行っていたラジオ放送は、1939年の第二次世界大戦勃発に伴う放送禁止まで多数のリスナーを抱えていた。

## 第二次世界大戦
1942年8月、徴兵登録手続きを行う。この時には兄弟と同様に海軍への入隊を望んでいた。1942年10月、カフリン司祭と面会するためデトロイトに向かう。11月、アメリカ陸軍航空軍に飛行士候補生として入隊。1943年から1944年初頭にかけて飛行訓練を完了し、飛行士官（Flight officer）となる。P-39戦闘機およびP-38戦闘機の操縦資格を得た後、少尉に昇進。1944年8月、カラチ方面に派遣される。第126補充隊（126th Replacement Depot）配属後に中尉へと昇進。
1944年10月1日、モンティは無許可のままカイロ行の輸送機に乗り込み、トリポリ、リビアを経由し、イタリアへと向かった。フォッジャでは第82戦闘機群（82nd Fighter Group）に勤務する飛行学校同期らに働きかけて同部隊への配属を求めたものの、書類不備のため認められなかった。その後、ナポリ北方のポミリアーノ飛行場に向かった。同飛行場に駐留する第354兵站飛行隊（354th Air Service Squadron）は、前線に送る航空機の調達を担当していた。10月13日、第82戦闘機群所属の飛行士を装ったモンティは、テストフライトという口実で偵察仕様のP-38戦闘機への搭乗許可を得た。12時30分頃、モンティの乗ったP-38戦闘機は離陸し、2時間後にミラン近郊にあるドイツ軍の小さな野戦飛行場に着陸し、直ちに捕虜となった。
モンティはドイツのために働きたいと申し出たものの、当初は一般捕虜として収容所に送られた。しかし、11月中頃までにはドイツ側もモンティが本物の脱走兵であると判断した。アメリカ軍が14日に出したモンティの逮捕命令をドイツ軍が傍受したことも影響していると言われている。モンティはドイツ側に対し、「この戦争は実際には世界を奴隷化するための共産主義者の陰謀であり、アメリカはロシアではなくドイツと同盟すべきである」などと主張していた。モンティが盗みだしたP-38戦闘機は、ドイツ空軍のヴァンダーツィルクス・ローザーリウス（鹵獲機試験飛行隊）へと引き渡された。
1944年末、モンティはベルリンにあったクルト・エッガースSS連隊（武装SS所属の宣伝部隊）のスタジオでマイクテストを行っていた。ドイツ側のプロパガンダ要員として働くにあたり、モンティは母親の旧姓を取ってマーティン・ウィーザウプト（Martin Weithaupt）を名乗った。1945年初頭には帝国放送協会に採用される。枢軸サリーことミルドレッド・ギラースと仕事を共にすることもあったが、ギラースは出会った直後からモンティをひどく嫌っており、「彼と共に働くくらいならこの仕事をやめる」とまで語っていた。また、モンティにはラジオコメンテーターとしての才能も欠けており、彼の声が電波に乗ったのはわずか数回のみだった。その後はSS少尉に任命され、ドイツ兵や連合国軍捕虜に配布する冊子の制作に携わった。
1945年5月10日、ミラノ近郊にてアメリカ軍に投降した。彼はSS将校の制服を着用したままだったが、脱走に際しての変装用にパルチザンからもらったものだと釈明した。この時点で陸軍はモンティが自発的にドイツに寝返ったことに気づいていなかった。

## 戦後
投降後、モンティは脱走および政府財産（P-38戦闘機）の横領についての軍法会議を受けるため、ピサにて収監された。飛行士は脱出の際に敵味方識別装置を破壊することが義務付けられていたが、これについて問われたモンティは破壊用ボタンを押したと思うが、「他に考えることが多すぎた」ので、確証は持てないと証言した。軍法会議からは懲役15年が言い渡された。しかし、モンティの父マーティン・ジュニアは、地元セントルイス選出の下院議員ウォルター・C・プローザーの元に繰り返し減刑の嘆願を行った。これを受け、プローザーはハリー・S・トルーマン大統領に宛て、モンティの脱走が「衝動的なもの」であったとする手紙を書いた。大統領の判断のもと、モンティは懲役刑を回避し、代わりの労役として陸軍第5軍にて兵卒として勤務することとなる。この頃の報道では、おおむねモンティの主張に沿った内容かつ彼に同情的な記事が多かった。すなわち、彼が「熱心な仕事の虫」（Eager beaver）でありながらも戦闘任務に参加できなかったことが問題の飛行の理由であって、その後に撃墜され、脱走し、そしてアメリカ軍に戻ってきた、というものである。
1947年11月、『ワシントン・ポスト』紙にドリュー・ピアソンによる記事が掲載された。この記事は犯罪捜査に携わる陸軍将校を情報源としており、モンティの主張に懐疑的な立場を取っていた。例えば、当初モンティは乗機が撃墜されて落下傘での脱出を余儀なくされたと証言していたのに、ある時は着陸時に機体の無事を確認したと語り、最近では敵地上空を飛行中に現在地を見失い燃料が切れて不時着をしたと語っているなど、主張の一貫性の無さが指摘されていた。
司法省でも別件の捜査に関連し、モンティに対する疑いを強めていた。1947年1月には一連の証拠をまとめた26ページの覚書が作成され、11月には連邦捜査局（FBI）に対し、反逆に関するその後の訴追を視野に入れてモンティの聴取を行うようにとの指示が行われた。FBIはモンティが勤務するエグリン飛行場にて徹底的な調査を行ったほか、脱走前に彼の同僚として勤務していた者、捕虜収容所に共に収容されていた者、ドイツのラジオ局職員、ミラノでの投降の目撃者などに聞き取りを行った。また、モンティがドイツで制作したラジオ番組のレコードも発見された。
モンティ自身が1947年後半に語ったところによれば、彼はドイツのために10本から20本ほどのラジオ番組の文字起こしを行い、6本の脚本を執筆したという（後にこの証言も撤回した）。彼の書いた脚本は連合国側の爆撃が罪のない民間人を殺していることを非難する内容だったが、密かに爆撃の効果をアメリカ側に伝えるための「目配せ」を織り交ぜていたと主張した。そのほかの番組の脚本は、ピエール・ド・ラ・ネイ・デュ・ヴェール（Pierre de la Ney du Vair）ことピーター・デラニー（Peter Delaney）の手によるものだった。デラニーはルイジアナ州出身の元カトリック神父で、妻はセントルイス出身だった。デラニーは武装SSフランス人部隊（第33SS武装擲弾兵師団）の隊員で、モンティが武装SSに加わったのは彼の働きによると言われている。
同年11月、『セントルイス・スタータイムズ』紙の取材に際し、モンティは再び異なる主張を行った。彼は「ドイツ人たちの信頼を得るためにはナチになったと思わせなければならなかった」、「ロシアも共産主義も確かに気に入らないが、ナチになることはできなかった」と語り、武装SSへの入隊はロシア人からの恐怖に基づく判断であると述べた。投降の経緯については、ムッソリーニが吊るされた日にパルチザンに逮捕され、制服から記章を外して脱走した後にアメリカ軍に合流したのだと述べた。
1948年の除隊直後、FBIはニューヨーク州ミッチェル飛行場内でモンティを逮捕し、プロパガンダへの協力について反逆罪で起訴した。FBIでは彼をマーティン・ウィーザウプト（Martin Wiethaupt）の名で手配していた。10月14日、ブルックリン連邦大陪審は1944年10月13日から1945年5月8日までの期間に彼が犯したとされる21の反逆行為について懲役15年の判決を言い渡した。
1949年1月17日、公判初日にモンティは自らの有罪を認め、裁判の長期化を予想していた検察や裁判所側を驚かせた。当局では少なくとも裁判に1ヶ月を要すると想定し、世界各地での目撃者の証言が準備され、モンティと同行したことを証言するであろう元SS将校、ドイツの放送関係者、枢軸サリーことミルドレッド・ギラースも招かれる予定が立てられていた。裁判所側は起訴内容の重要性を鑑み、モンティの有罪答弁が行われたにもかかわらず、他の証言が必要であるとした。『ニューヨーク・タイムズ』紙が報じたところによれば、モンティは躊躇うことなく証人席に移り、全ての起訴内容を認めたという。裁判官が一連の反逆は自主的な行いであったかと問うと、モンティは短く「はい」（Yes）と答えた。一方、弁護側は彼がかつていわゆる過激派であったことに触れ、孤立環境においてソビエトロシアこそが主要な敵であると熱狂的に吹きこまれたのだと語り、情状酌量を求めた。結局これは認められず、モンティには懲役25年と罰金$10,000が課された。
モンティはカンザス州のレブンワース刑務所に収監された。1951年には有罪答弁の撤回を求めたが退けられた。この中で彼は、敵地上空を飛んでいた時に反逆の意志を抱いたことはなく、かつての答弁は弁護士に強要されたものだと主張していた。1960年に仮釈放が認められ、それ以降モンティがどのように生活したのかは明らかではない。2000年に死去した。